# Адольф Ліндстрем
Адольф Хенрік Ліндстрем (норв. Adolf Henrik Lindstrøm; 17 травня 1866, Гаммерфест, Шведсько-норвезька унія — 21 вересня 1939, Осло, Норвегія) — норвезький полярний мандрівник.
Учасник експедиції Отто Свердрупа (1898—1902) і двох експедицій Руала Амундсена (1903—1906 і 1910—1912 років). Кавалер ордена св. Олафа 2-го ступеня. Нагороджений золотою медаллю «За службу королю», почесними медаллями «Фрама» і Південного полюса. Брав участь у п'яти полярних експедиціях.

## Біографія
Морським кухарем працював з 15-ти років. Полярними дослідженнями зацікавився під час переходу «Фрама» із Тромсе в Осло (1896 р). Нансен рекомендував його в полярну експедицію 1898—1902 р. Вже через півроку, після повернення з Арктики, він найнявся в команду Амундсена на «Йоа». Між 1906 і 1910 рр. служив коком і кочегаром у ВМС США (на Тихоокеанському узбережжі).
У щоденниках членів перерахованих експедицій описувався як веселий безтурботний чоловік, пристрасний любитель полювання і збирання зооботанічних колекцій. Беручи участь у тривалих експедиціях, не любив залишати експедиційної бази. Володів надзвичайно стійким характером і почуттям гумору, чимало сприяв здоровій психологічній обстановці під час зимівель. Амундсен стверджував (запис у щоденнику від 5 травня 1911 р.), що Ліндстрем зробив для успіху його експедицій більше, ніж будь-який інший учасник. (Тим не менш, він не отримав премії, належної учасникам підкорення Південного полюса). У той же час Ліндстрем негативно ставився до ескімосів — корінних мешканців Арктики, і заперечував значимість їх досвіду в полярних дослідженнях. Про це також писав Амундсен у книзі «Північно-західний прохід».
Окрім перерахованих експедицій, в 1914—1916 рр. брав участь у двох походах в російському секторі Арктики: в експедиції Отто Свердрупа і в поході Йонаса Ліда до гирла Єнісею, в якому було необхідно закласти продовольчі склади для майбутньої арктичної експедиції Амундсена. Не брав участі в експедиції на «Мод» через важку хворобу. Уряд призначив йому пенсію в 2000 доларів.
Залишив ім'я в історії кулінарії, винайшовши «Відбивні à la Lindstrøm» (з каперсами, маринованими огірками і буряком), які увійшли в меню всіх суднових кухонь Північної Європи на початку ХХ століття.